# Alejandro Tobar
Cristian Alejandro Tobar (n. Ibarra, Ecuador; 5 de julio de 2000) es un futbolista ecuatoriano. Juega como centrocampista y su equipo actual es Deportivo Cuenca de la Serie A de Ecuador.

## Trayectoria
Alejandro se formó en las inferiores del club de su ciudad natal, Imbabura Sporting Club, comenzando con la categoría sub-14, desde 2013 ya demostraba buenas condiciones en las divisiones juveniles donde fue goleador en la sub-16 en 2015, en ese año debutó en el primer plantel del Imbabura en la segunda etapa del torneo de Serie B.
Entre 2018 y 2021 fue parte del equipo gardenio en la tercera división de Ecuador, la Segunda Categoría, disputando los torneos provinciales, las fases zonales y los play-offs del Ascenso Nacional. En 2018 logró el título de campeón provincial con Imbabura, gracias a este campeonato clasificó por primera vez con el Imbabura a la fase preliminar de la Copa Ecuador. Las temporadas venideras siguió en el club en busca del ascenso a la Serie B, en 2021 lograría el objetivo al llegar a la final del certamen nacional, alcanzando el subtítulo tras perder la final única ante Libertad Fútbol Club.
En la temporada 2022 se consolidó como una de las figuras del equipo imbabureño, primero en el retorno a la Serie B donde fue uno de los goleadores del equipo con 10 tantos y también en la Copa Ecuador 2022, con un destacado desenvolvimiento. Tras su buen campeonato llamó la atención de varios equipos importantes en el fútbol ecuatoriano.
El 2 de diciembre de 2022 se oficial su incorporación a Independiente del Valle de la Serie A de Ecuador, se integró en un inicio al equipo filial, Independiente Juniors. En junio de 2023 fue cedido por un año al Atlético Huila de Colombia, equipo adquirido por el Grupo Independiente.

## Selección nacional

### Selecciones juveniles
En 2015 disputó el Sudamericano Sub-15 en Colombia. En enero de 2017 se anunció su convocatoria para disputar el Campeonato Sudamericano Sub-17 en Chile.

#### Participaciones en torneos internacionales
| Campeonato                  | Sede     | Resultado    | Partidos | Goles |
| --------------------------- | -------- | ------------ | -------- | ----- |
| Sudamericano Sub-15 de 2015 | Colombia | Cuarto lugar | 6        | 1     |
| Sudamericano Sub-17 de 2017 | Chile    | Sexto lugar  | 6        | 1     |

## Estadísticas

### Clubes
Actualizado al último partido disputado el 18 de agosto de 2025.
| Club                            | Div.          | Temporada     | Liga  | Liga  | Liga   | Copas nacionales | Copas nacionales | Copas nacionales | Copas internacionales | Copas internacionales | Copas internacionales | Total | Total | Total  |
| Club                            | Div.          | Temporada     | Part. | Goles | Asist. | Part.            | Goles            | Asist.           | Part.                 | Goles                 | Asist.                | Part. | Goles | Asist. |
| ------------------------------- | ------------- | ------------- | ----- | ----- | ------ | ---------------- | ---------------- | ---------------- | --------------------- | --------------------- | --------------------- | ----- | ----- | ------ |
| Imbabura S. C. · Ecuador        | 2.ª           | 2015          | 1     | 0     | 0      | —                | —                | —                | —                     | —                     | —                     | 1     | 0     | 0      |
| Imbabura S. C. · Ecuador        | 2.ª           | 2016          | 3     | 2     | 0      | —                | —                | —                | —                     | —                     | —                     | 3     | 2     | 0      |
| Imbabura S. C. · Ecuador        | 2.ª           | 2017          | 15    | 3     | 0      | —                | —                | —                | —                     | —                     | —                     | 15    | 3     | 0      |
| Imbabura S. C. · Ecuador        | 3.ª           | 2018          | 20    | 7     | 0      | 1                | 0                | 0                | —                     | —                     | —                     | 21    | 7     | 0      |
| Imbabura S. C. · Ecuador        | 3.ª           | 2019          | 25    | 11    | 0      | —                | —                | —                | —                     | —                     | —                     | 25    | 11    | 0      |
| Imbabura S. C. · Ecuador        | 3.ª           | 2020          | 8     | 3     | 0      | —                | —                | —                | —                     | —                     | —                     | 8     | 3     | 0      |
| Imbabura S. C. · Ecuador        | 3.ª           | 2021          | 15    | 6     | 0      | —                | —                | —                | —                     | —                     | —                     | 15    | 6     | 0      |
| Imbabura S. C. · Ecuador        | 2.ª           | 2022          | 32    | 10    | 0      | 4                | 0                | 0                | —                     | —                     | —                     | 36    | 10    | 0      |
| Independiente Juniors · Ecuador | 2.ª           | 2023          | 11    | 2     | 0      | —                | —                | —                | —                     | —                     | —                     | 11    | 2     | 0      |
| Independiente Juniors · Ecuador | Total club    | Total club    | 11    | 2     | 0      | 0                | 0                | 0                | 0                     | 0                     | 0                     | 11    | 2     | 0      |
| Atlético Huila · Colombia       | 1.ª           | 2023          | 11    | 1     | 0      | —                | —                | —                | —                     | —                     | —                     | 11    | 1     | 0      |
| Atlético Huila · Colombia       | Total club    | Total club    | 11    | 1     | 0      | 0                | 0                | 0                | 0                     | 0                     | 0                     | 11    | 1     | 0      |
| Aucas · Ecuador                 | 1.ª           | 2024          | 7     | 0     | 0      | —                | —                | —                | —                     | —                     | —                     | 7     | 0     | 0      |
| Aucas · Ecuador                 | Total club    | Total club    | 7     | 0     | 0      | 0                | 0                | 0                | 0                     | 0                     | 0                     | 7     | 0     | 0      |
| Imbabura S. C. · Ecuador        | 1.ª           | 2024          | 15    | 1     | 3      | 1                | 0                | 0                | —                     | —                     | —                     | 16    | 1     | 3      |
| Imbabura S. C. · Ecuador        | Total club    | Total club    | 134   | 43    | 3      | 6                | 0                | 0                | 0                     | 0                     | 0                     | 140   | 43    | 3      |
| Deportivo Cuenca · Ecuador      | 1.ª           | 2025          | 24    | 7     | 7      | 0                | 0                | 0                | —                     | —                     | —                     | 24    | 7     | 7      |
| Deportivo Cuenca · Ecuador      | Total club    | Total club    | 24    | 7     | 7      | 0                | 0                | 0                | 0                     | 0                     | 0                     | 24    | 7     | 7      |
| Total carrera                   | Total carrera | Total carrera | 187   | 53    | 10     | 6                | 0                | 0                | 0                     | 0                     | 0                     | 193   | 53    | 10     |
| 1.                              |               |               |       |       |        |                  |                  |                  |                       |                       |                       |       |       |        |

## Palmarés

### Campeonatos provinciales
| Título                        | Club           | Año  |
| ----------------------------- | -------------- | ---- |
| Segunda Categoría de Imbabura | Imbabura S. C. | 2018 |

### Campeonatos nacionales
| Título               | Club                    | Año  |
| -------------------- | ----------------------- | ---- |
| Supercopa de Ecuador | Independiente del Valle | 2023 |

### Campeonatos internacionales
| Título              | Club                    | Año  |
| ------------------- | ----------------------- | ---- |
| Recopa Sudamericana | Independiente del Valle | 2023 |